# Chu Văn An
Pour les articles homonymes, voir Chu.
Chu Văn An (1292-1370, pseudonyme Linh Triệt et Hiệu Ẩn) est un mandarin vietnamien de haut rang qui fut enseignant et recteur de l'académie des Fils de la Nation. C'est aussi un poète célèbre du Việt Nam sous la dynastie Trần.

## Sa vie
Chu Văn An naquit en 1292 dans la province de Hanoï, au village de Van Thôn, dépendant aujourd'hui du district de Thanh Đàm (Thanh Tri). Sous la dynastie de Trần Minh Tông(1314-1329), Chu Van An fut recteur du Quốc Tử Giám (première académie supérieure du Viêt Nam).
Il prit ensuite sa retraite à Phuong Hoang, où il mourut en 1370.